# Dendronephthya japonica
Dendronephthya japonica är en korallart som beskrevs av Kükenthal 1905. Dendronephthya japonica ingår i släktet Dendronephthya och familjen Nephtheidae. Inga underarter finns listade i Catalogue of Life.